# Афроколумбийцы
Афроколумбийцы (исп. Afrocolombiano) — жители Колумбии, имеющие полное или частичное происхождение от африканцев, принадлежащие к негроидной расы. Являются потомками рабов, привезенных из Африки испанскими колонизаторами и получивших свободу в 1851 году, после отмены рабства в Колумбии. В быту их также называют неграми (исп. negros), коричневыми (исп. morenos). Численность составляет почти 5 млн человек или 10.6% от населения Колумбии. В середине XX века проживали в основном в Тихоокеанских (Чоко, Валье-дель-Каука, Каука и Нариньо) и Карибских департаментах (Боливар, Атлантико и Магдалена), позже значительная часть осела в крупных городах Колумбии. Являются четвёртой по величине общиной африканского происхождения на Американском континенте после афроамериканцев, афробразильцев и афрогаитян.

## История

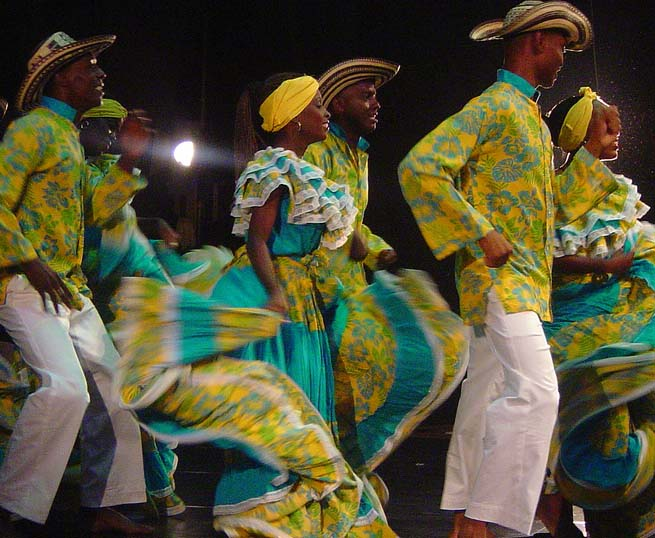
Традиционный танец афроколумбийцев из бывшего анклава беглых рабов, признанного ЮНЕСКО a шедевром устного и нематериального культурного наследия.

Порабощенных африканцев впервые начали ввозить испанские колонизаторы в начале XVI века. В 1520-е года ввоз африканского населения в Колумбию стал постоянным и был призван заменить стремительно сокращающееся коренное население. Рабы были вынуждены работать на золотых рудниках, тростниковых плантациях, скотоводческих фермах и личных имениях колонизаторов. Такие отрасли колумбийской экономики как табаководство, хлопководство, обработка сахарного тростника полностью зависели от рабского труда. Ещё до отмены рабства в Колумбии в 1851 году, негры боролись за свою свободу. Часто они бежали, создавая свои поселения в джунглях, которые получили название паленке. Негры сыграли ключевую роль в борьбе испанских колоний за независимость. Симон Боливар пообещал свободу неграм, которые вступят в его армию.

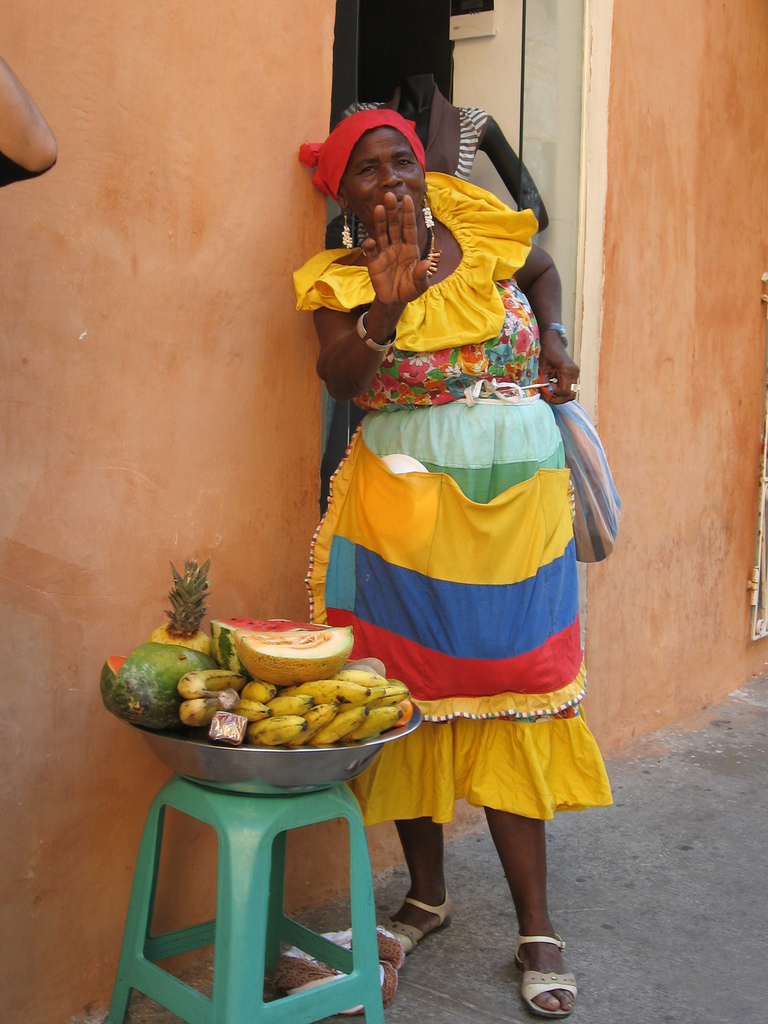
Афроколумбийка торгует фруктами. Картахена, Колумбия.

Рабство в Колумбии было отменено в 1851 году, однако и после отмены жизнь колумбийских негров была сложной. В целях самозащиты они продолжали жить в джунглях, во многом позаимствовав образ жизни и территорию у индейцев.
С 1851 года Колумбийское правительство начало пропагандировать идеологию метисации с целью минимизации следов африканской и индейской культур среди креолов. Многие африканцы и индейцы с целью сохранить свои культурные традиции уходили вглубь джунглей.
В 1945 году был создан департамент Чоко, который стал первой административно-территориальной единицей с преобладанием населения африканского происхождения. Это дало афроколумбийцам возможность сохранения и развития своей культуры и возможности самоуправления.

## Демография

Афроколумбийское население сконцентрировано в прибрежных районах
72.7% - 100%
45% - 72.6%
20.4% - 44.9%
5.8% - 20.3%
0% - 5.7%
Нет данных

В 1970-х годах произошел наплыв афроколумбийцев из сельской местности в городские районы в поисках более широких экономических и социальных возможностей. Это привело к росту числа бедных окраинных районах больших городов, таких как Кали, Медельин и Богота. Около 75% афроколумбийцев (3,7 млн человек)  сейчас проживают в городах. В 1991 году Колумбийская Конституция дала им право коллективной собственности на тихоокеанские прибрежные земли и утвердила специальные меры по культурному развитию. Критики утверждают, что этих мер было недостаточно.
Афроколумбийцы составляют 5 млн человек или 10,6% населения населения страны, большинство из которых сосредоточены на северо-западном побережье Карибского моря и побережье Тихого океана. В столице депаратамента Чоко городе Кибдо, афроколумбийское население составляет 95,3% от всего населения города.
Афроколумбийцы до сих пор могут испытывать расовую дискриминацию из-за предрассудков, оставшихся с колониальных времен. Они редко встречаются на высших должностях государственной службы. Афроколумбийцы сыграли роль в содействии развитию тех или иных аспектов колумбийской культуры. Многие Колумбийских музыкальных жанров, таких как кумбия и валленато, имеют африканское происхождение. Некоторые афроколумбийцы, например Мария Исабель Уррутия, представляют Колумбию на международных спортивных соревнованиях.